# Howard Flack
Howard Flack (* 27. August 1943; † 2. Februar 2017) war ein britischer Chemiker und Kristallograph, der den Großteil seines Berufslebens in der Schweiz verbrachte. Der Schwerpunkt von Flacks Arbeit lag auf der Entwicklung von Computeralgorithmen für kristallographische Berechnungen und der Anwendung des Internet für den Austausch kristallographischer Daten. Bekannt wurde er durch den Flack-Parameter zur Bestimmung der absoluten Struktur im Rahmen einer Kristallstrukturanalyse.

## Ausbildung und Studium
Flack studierte von 1962 bis 1965 Chemie an der Universität von Nottingham. Von 1965 bis 1968 fertigte er am University College London unter der Leitung von Kathleen Lonsdale seine Dissertation Studies of Disorder in Anthrone and in Mixed Crystals of Anthrone-Anthraquinone an.

## Wissenschaftliche Arbeit
Nach Abschluss seiner Dissertation nahm Flack eine Assistentenstelle in Cambridge an. Dort verfasste er seinen ersten Beitrag zur Pseudosymmetrie in Kristallen. 1972 erhielt er eine Stelle als Assistenzprofessor am Laboratoire de Cristallographie der Universität Genf, an der er mit kurzen Unterbrechungen bis zu seiner Pensionierung 2008 tätig war. Während seiner Tätigkeit in Genf trug er tragend zur Gründung kristallographischer Laboratorien an den Universitäten von Lausanne, Neuenburg (Schweiz) und Basel bei. Zugleich schrieb er Teile des Programms X-RAY 76. Auch wandte er seine Aufmerksamkeit dem Problem der Absorptionskorrekturen zu, die eine wichtige Eliminierung von systematischen Fehlern in Röntgenbeugungsdaten darstellen. Da die existierenden Algorithmen unbefriedigend waren, entwickelte er einen neuen Algorithmus. Dieser Algorithmus wurde in dem Programm CAMEL JOCKEY implementiert. Eine Erweiterung wurde als CAMEL JOCKEY WITH THREE HUMPS lanciert, die mit dem Programm X-RAY 76 kompatibel war. Sein bekanntester Beitrag zur angewandten Kristallographie behandelte die Bestimmung absoluter Strukturen, das heißt des Phänomens, dass bestimmte Kristallstrukturen in zwei spiegelbildlichen Varianten auftreten können. Dies betrifft unter anderem Kristalle aller enantiomerenreinen, chiralen Verbindungen. Kristalle der beiden Varianten einer Verbindung weisen nur geringe Unterschiede in ihren Röntgenbeugungsintensitäten auf. Flack definierte einen Algorithmus zur Berechnung eines Parameters, der in vielen Fällen die Identifikation der korrekten Struktur ermöglicht. Die Berechnung des Flack-Parameters gehört heute zu den Standardverfahren einer Kristallstrukturbestimmung. Dies trug auch dazu bei, dass röntgenkristallographische Methoden Bestandteil des analytischen Standardrepertoires in der pharmazeutischen Industrie wurden.
Flack war ein Pionier in der Nutzung moderner Kommunikationsmittel für die Verbreitung und Teilung kristallographischer Daten. Bereits 1992 begann er mit der Teilung von kristallographischen Daten über E-Mail, Telnot und Gopher. 1997 wurde er Vorsitzender des Committee on Electronic Publishing, Dissemination and Storage of Information der International Union of Crystallography. Dort betrieb er unter anderem die Digitalisierung sämtlicher Ausgaben von Acta Crystallographica und deren Publikation im Internet. Acta Crystallographica war damit eine der ersten Fachzeitschriften, deren sämtliche Ausgaben im Internet zugänglich waren. Er war zudem Mitverfasser der 6. Ausgabe der International Tables for Crystallography.

## Lehre
Flack leitete von 1996 bis 2009 einen Kurs Computational Methods in Crystallography an der Universität Genf. Von 2001 bis 2003 unterrichtete er Kristallographie an der Universität von Lausanne in Vertretung von Dieter Schwarzenbach.

## Ehrungen
- Preis des Lion Club in Genf für originelle Forschung (1980)

## Privates
Howard Flack heiratete 1972 Evelyne Arn. Das Paar bekam zwei Kinder. Flack lernte, fließend Französisch zu sprechen, blieb jedoch bis zu seinem Lebensende britischer Staatsbürger.